# ジョセフ・ブレイク (初代ウォールズコート男爵)
初代ウォールズコート男爵ジョセフ・ヘンリー・ブレイク（英語: Joseph Henry Blake, 1st Baron Wallscourt、1765年10月5日 – 1803年3月28日）は、アイルランド王国の政治家、貴族。

## 生涯
ジョセフ・ブレイク（1740年頃 – 1806年1月19日）とホノリア・デイリー（Honoria Daly、ダーモット・デイリーの娘）の息子として、1765年10月5日に生まれた。カトリックだった父と違いアイルランド国教会を遵奉した。
1790年にゴールウェイ・カウンティ選挙区でアイルランド庶民院議員に当選したが、当選無効を宣告された。その後、1792年から1800年までゴールウェイ・カウンティ選挙区の代表としてアイルランド庶民院議員を務め、1800年7月31日にアイルランド貴族であるゴールウェイ県におけるアルドフライのウォールズコート男爵に叙された。この爵位には初代男爵の男系子孫が断絶した場合、初代男爵の父の男子相続人（heirs male）に継承権を与えるという特別残余権（special remainder）が定められたが、初代男爵の父を直接叙爵しない理由は父がカトリックであるためだった。
1803年3月28日に男子のないまま死去した。この時点で父ジョセフがまだ存命中だったため、男子相続人（heirs male）が存在しておらず、法定推定相続人しかいなかった。したがって、1803年時点では特別残余権が発動せず爵位は停止（suspended）された。その後、1806年1月に父ジョセフが死去すると、停止状態が解消され、初代男爵の弟イグナティアス・チャールズ（Ignatius Charles）の息子ジョセフ・ヘンリーが爵位を継承した。

## 家族
1784年8月18日、ルイーザ・キャサリン・メアリー・バーミンガム（Louisa Catharine Mary Bermingham、1764年7月20日 – 1804年4月21日、初代ラウス伯爵トマス・バーミンガムの娘）と結婚した。
- アナスタシア（Anastasia、1785年10月31日 – 1816年6月5日） - 1803年6月6日、第2代クロンブロック男爵ルーク・ディロンと結婚、子供あり[4]